# Jock Stein

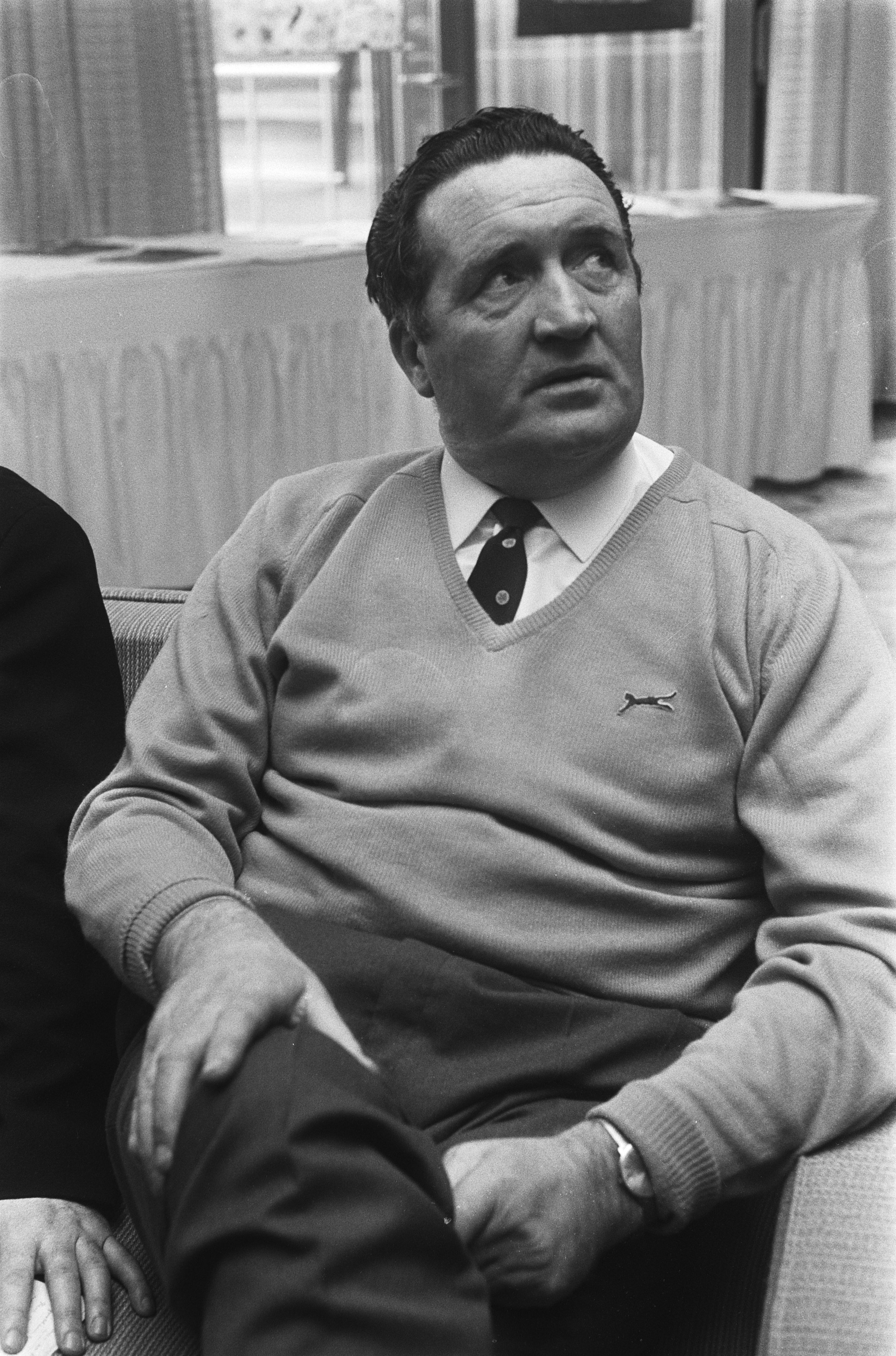
Stein in 1971.

John ("Jock") Stein (5 oktober 1922 – 10 september 1985) was een Schotse voetbalcoach die zijn grootste successen oogstte bij Celtic FC.
Als speler was hij actief bij Albion Rovers en Celtic. Een blessure dwong hem tot vroegtijdig stoppen. Hij werd assistent-coach bij Celtic en in 1960 hoofdtrainer bij Dunfermline Athletic, waarmee hij in 1961 de Scottish Cup won.
Vervolgens trainde hij nog Hibernian en in 1964 keerde hij als trainer terug naar Celtic. Onder Stein veroverde Celtic negen landstitels, negen bekers en zes keer de Scottish League Cup. Maar het hoogtepunt als trainer kwam in 1967 toen hij met Celtic de Europacup I-finale tegen Internazionale won. Dit winnende Celtic-team kwam bekend te staan onder de naam Lisbon Lions. Nadat hij nog korte tijd Leeds United had gecoacht, werd Stein bondscoach van het Schotse team, dat onder hem in 1982 en 1986 de WK-eindronde haalde.
Stein stierf in 1985 aan een hartaanval tijdens de WK-kwalificatiewedstrijd Wales-Schotland.